# 西谷墳墓群

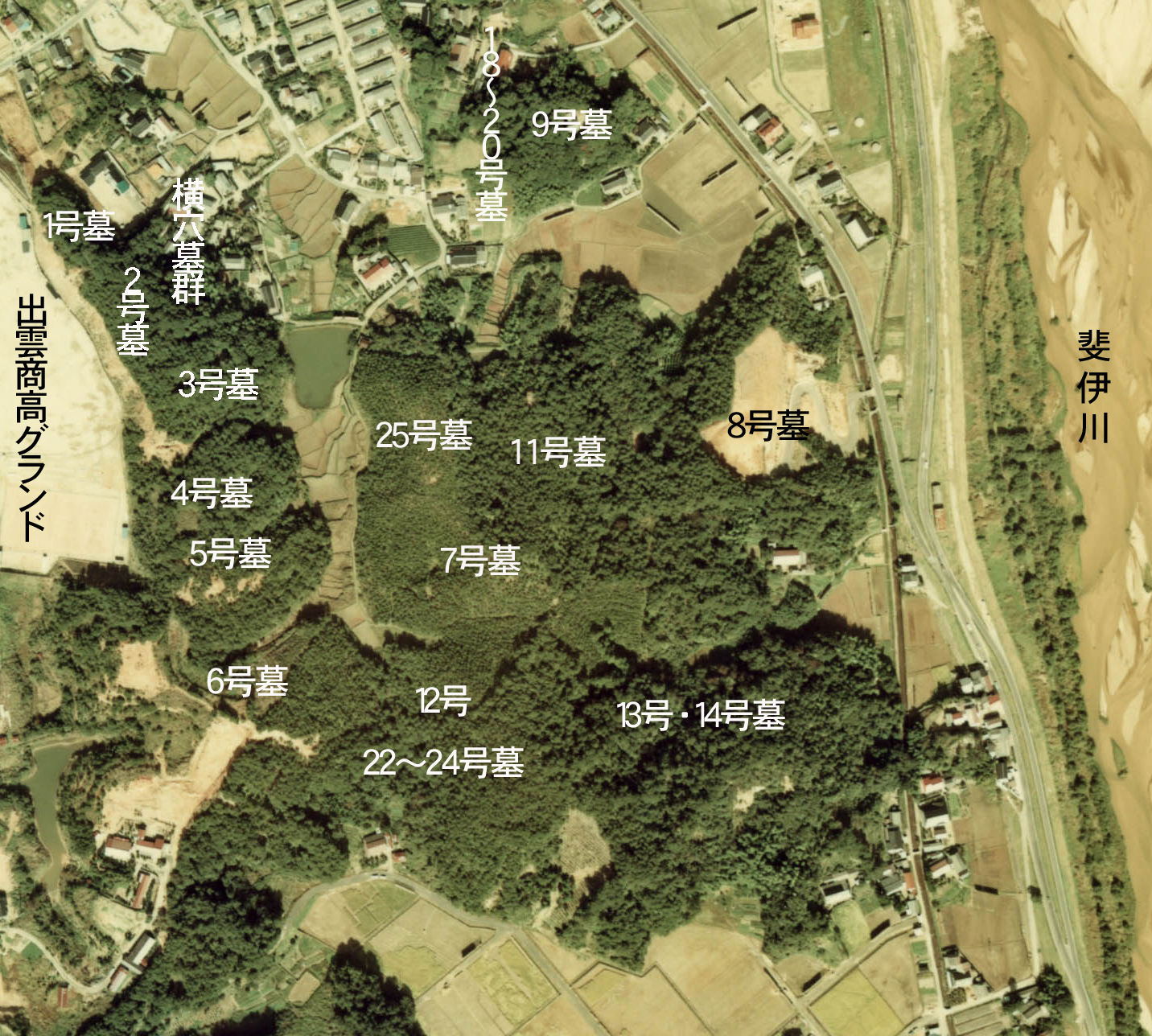
西谷墳墓群の航空写真
（1976年撮影・国土航空写真）

西谷墳墓群（にしだにふんぼぐん）は、島根県出雲市大津町字西谷にある弥生時代から奈良時代の墳墓群。国の史跡。

## 概要
出雲市街南東部の標高40m程度の丘陵に存在する。弥生時代後期の弥生墳丘墓、古墳時代の古墳・横穴墓群、奈良時代の火葬墓などからなる。1953年に発見され、2018年現在で27号までと番外5号までの32基の墳墓と横穴墓群が確認されている。このうち、1～4・6・9号の6基が四隅突出型墳丘墓である。四隅突出型墳丘墓は出雲地域を中心とした特徴的な形をした弥生時代の墳丘墓で、出雲地域ではこの西谷墳墓群や安来市の荒島墳墓群に多く見られる。

## 調査の経緯と史跡指定
1953年（昭和28年）、出雲市大津町下来原（しもくりはら）字西谷の丘陵地で、出雲市立第一中学校の生徒によって散乱している土器片が発見された。この土器片は1956年（昭和31年）、同中学校の教員により「下来原西谷丘陵土器」として報告され、出土地点が「西谷丘陵遺跡」と名付けられた。この出土地点は、今日では西谷4号墓と呼ばれている。
1971年（昭和46年）に島根県立出雲商業高等学校の移転に伴う島根県教育委員会による事前分布調査により、1号墓・4号墓・5号墓が確認された。
1972年（昭和47年）、出雲市教育研究会による1号墓の緊急発掘調査で、これが四隅突出型墳丘墓であることが確認された。同年、8号墓が調査前に破壊されている。
その後、1980年までに島根県教育委員会や出雲考古学研究会の調査により計17基の墳墓が確認され、出雲考古学研究会がその成果を『西谷墳墓群』にまとめ刊行した。なお、これまで「来原古墳群」もしくは「西谷古墳群」と呼ばれていたこの遺跡は、同文献内で提唱されて以来「西谷墳墓群」と呼称されるようになる。
1983年（昭和58年）から1992年（平成4年）にかけては、島根大学考古学研究室を主体に3号墓を中心に発掘調査が行われ、弥生土器や水銀朱、柱穴など祭祀の痕跡が確認された。
1991年から1992年にかけて、農道工事にともない15・16号墓が発見・調査（記録保存）された。
2000年3月30日に国の史跡に指定された。
2004年の西谷墳墓群史跡公園「出雲弥生の森」オープンと2010年の西谷墳墓群のガイダンス施設「出雲弥生の森博物館」オープンに前後して、いくつかの調査が行われている。施設については後述する（→西谷墳墓群#施設）。

## 各墳墓の概要
27基の墳丘墓（弥生墳丘墓・古墳）、3基の石棺墓、3基の土壙墓、第1支群～第3支群に計21穴の横穴墓群、そして正確な場所が不明な1基の火葬墓がある。墳丘墓のうち1～4・6・9号の6基が四隅突出型墳丘墓である。これらは共通して斜面の貼石などの配石構造を有する。その他の墳丘墓として17基の方形墓、4基の円形墓がある。以下、墳丘墓（1号墓～27号墓）を中心に記述する。

### 四隅突出型墳丘墓

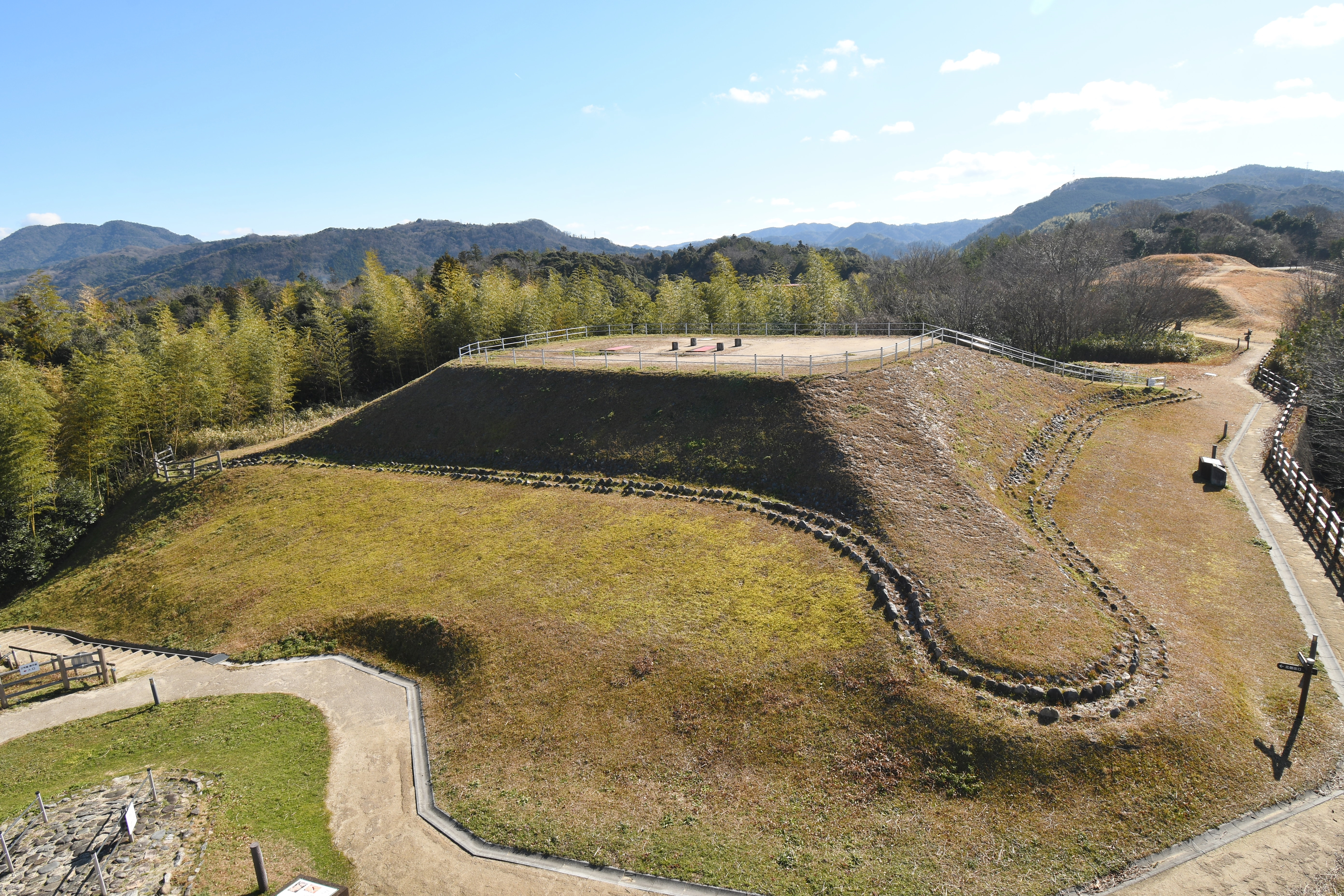
3号墓

1号墓
弥生時代後期後葉（2世紀後半）の四隅突出型墳丘墓。土砂崩れと採土のため半分以上が失われ、南側のみが残る。規模は不明であるが一辺15メートルを超えないものと推測され、西谷墳墓群の四隅突出型墳丘墓では最も小規模なものである。内部主体は4個確認され、いずれも木棺直葬と考えられる土壙である。
1号墓の北西側に番外1号墓と呼ばれる古墳時代前期の土壙墓と、番外2号墓と呼ばれる時期不明の土壙墓（内部に箱式石棺）が存在する。
盛土のうえ東側突出部とその周辺の形状を復元する形で整備されている。

2号墓
弥生時代後期後葉～終末期古段階（2世紀末ごろ）の四隅突出型墳丘墓。全体の4分の3が破壊された状況であるが、方形部南北35メートル×東西24メートルになる大形の四隅突出型墳丘墓である。第1主体（木棺もしくは木槨葬）の土壙の底に、砂利と赤色粘土もしくは赤色顔料が敷かれていた。ただし第1主体は中心的な埋葬施設ではないと考えられる。ガラス腕輪や、吉備の特殊器台・特殊壺などが出土している。
全形を復元したうえで、内部に埋葬時の様子を見学できる装置と展示パネルを用いた展示室が設けられている。
2号墓の整備作業中に横穴墓群第2支群が発見された。

3号墓
弥生時代後期後葉（2世紀後半）の四隅突出型墳丘墓で、「西谷の丘」に造られた最初の王墓とされる。規模は東西40メートル×南北30メートル、高さ4.5メートル。突出部は付け根の幅7-8メートル、長さ6-7メートルの幅広大形で、この突出部上面が墳頂への墓道と考えられている。斜面は貼石で覆われ、突出部から墳頂にかけての稜線部分は石を敷き詰めた道のようになっている。墳丘頂上には8つの埋葬施設があり、首長とその家族のためのいくつかの墓壙が掘られていた。そのうちの最大の墓壙の上には4つの柱穴が検出されており、何らかの施設があったものと考えられている。
9号墓に次ぐ規模の四隅突出型弥生墳丘墓である。
江戸時代には仏教施設があり周囲に基壇が設けられていた。
1983年から10年にわたる詳細な調査が行われた。上部に首長が埋葬された第4主体があり、脇にその家族が被葬された第1主体がある。第4主体は深さ1.4メートルの土壙が掘られ、木槨の内側に木棺を置く埋葬である。木棺内は水銀朱が敷きつめられており、ガラス管玉20個と鉄剣が出土した。第1主体からは副葬品として碧玉製管玉、ガラス製品（小玉、垂玉、管玉、勾玉など）が大量に出土している。埋土上から二百数十個の土器が検出されている。この土器のなかには吉備の特殊器台・特殊壺や北近畿・北陸地方の土器に似ているものが多い。
墓穴の周囲に4箇所の柱穴が検出された。これは祭事のための一時的な施設であった可能性が指摘されている。
1メートル以上の盛土のうえ、斜面に貼石を施し、墳頂に第1主体と第4主体の遺構表示をおこなって、築造当時の姿に整形されている。

4号墓
弥生時代終末期古段階（2世紀末ごろ）の四隅突出型墳丘墓と考えられるが、主体部の調査をしていないため時期の確定は難しい。規模は東西34メートル×南北27メートル。この地点で出土した土器が「下来原西谷丘陵出土土器」として報告されたため、旧来「西谷丘陵遺跡」として知られた。地元の土器のほかに吉備の特殊器台・特殊壺、山口県西部の土器が出土している。墳丘構造が2号墓や3号墓に比べて雑な印象を受けるものの、2号墓・3号墓と同じくらいの被葬者が埋葬されていると考えられるという。埋葬施設は調査されていない。
20センチメートル程度の盛土のうえに張芝で保護してある。
4号墓に20センチメートルしか盛土をしなかったのに対し3号墓に大量の盛土をおこなったために、本来4号墓の墳頂のほうが高かったのが現状では逆転している。

6号墓
弥生時代終末期新段階（3世紀前半）の四隅突出型墳丘墓と考えられるが、時期の確定は難しい。墳丘の大半が失われており、北側・東側に一部が残る。規模は不明だが、東西約17メートル×南北8メートル以上、高さ約2メートルと推測されている。
西側・南側の土の流出を防ぐための保護が施されている。

9号墓
弥生時代終末期新段階（3世紀前半）の四隅突出型墳丘墓だが、編年に有効な壺形土器の口縁部などが出土しておらず時期の確定は難しい。他の四隅突出型墳丘墓とは離れた墳丘に築造されている。規模は東西42メートル×南北35メートル、高さ5メートルで、この墳墓群中最大規模の四隅突出型墳丘墓である。墳裾の配石構造が3段の敷石・立石で構成されており、これは西谷9号墓に唯一見られる特徴である。墳丘規模や配石構造から、特別な被葬者を葬ったと考えられる。「西谷の丘」に造られた最後の王墓とされる。
1962年以降、墳頂に三谷神社が鎮座している。
2004年から2005年にかけて、墳丘崖面の保護工事がおこなわれている。

### その他の墳丘墓
5号墓
遺存状態が悪く、明確なことは分からない。従来は地形から前方後方形墳墓と推定されていたが、近年では「長方形」、あるいは「方形または楕円形」と考えられている。規模は22メートル前後×約17メートル、高さ2メートル前後。配石はない。遺物も検出されておらず、築造年代は不明。
隣接して、番外3号墓と呼ばれる時期不明の小規模な石棺墓が存在する。
現在は、墳形の復元はされていないものの盛土と張芝で保護されている。

7号墳
古墳時代前期（4世紀）の方墳であるが、弥生時代の伝統を引き継いでおり特異な墳墓として注目される。溝で区画した基壇の上に長方形墳が西よりに築造されたと推定されている。規模は東西約22メートル×南北17.5メートル、高さ1-2メートル。埋葬施設は2基ある。主体部の直上に土器を集積している点、標石をおく点などは弥生時代の四隅突出型墳丘墓にも共通する葬送儀礼・後片付けの痕跡である。さらに、基壇の2隅（北西・南西）に溝で区画された突出部が築造されていることも弥生時代以来の要素である。一方で埋葬施設は刳抜木棺であり、これは古墳時代の新たな要素といえる。
7号墳裾に番外5号墓と呼ばれる時期不明の石棺墓が存在する。

8号墳（墓）
墳形不明の墳墓であるが、四隅突出型墳丘墓の可能性もある。1972年に宅地造成工事により調査がおこなわれることなく壊滅した。推定規模は31メートル×31メートル、高さ2メートル以上とかなり大形である。造成工事に携わった人によると、赤色顔料と細砂が判別されたという。

10号墳
時期不明の方墳。規模は9メートル×約10メートル。盛土で整形する。

11号墳
古墳時代中期中葉ごろ（5世紀中ごろ）の円墳。規模は径約18メートル。盛土で整形する。
小形の円墳ながら円筒埴輪が出土しており注目される。出雲平野において古墳時代中期中葉の円筒埴輪が発掘調査で出土した初例である。

12号墳
方形墓。一部原形を損なうが、現状で一辺約10メートル程度の規模である。
発掘調査はおこなわれていない。

13号墳
方形墓。規模は一辺約10メートルをはかる。
他の墳墓が丘陵の尾根上に築かれるのに対し、13号墳は斜面中腹に築かれている。
発掘調査はおこなわれていない。

14号墳
円形墓。原形を損ねているが、本来は径約12メートル程度の規模と思われる。
発掘調査はおこなわれていない。

15号墳
古墳時代中期（6世紀初め）の方墳。規模は一辺約15メートル、高さ0.9メートル。すでに消滅している。埋葬施設は木棺直葬と推定される。遺物は刀子1点と須恵器、土師器片が出土している。

16号墳
5世紀後半から6世紀初頭のものと思われる北東部がややいびつな円墳。規模は径11メートル、高さ0.5-1メートル。すでに消滅している。埋葬施設は石棺で、盗掘を受けていた。遺物は鉄製の鍬・鋤先、鉄斧、鉄剣2点のみである。

17号墳
8メートル以上、高さ70センチメートル以上の円形もしくは方形の墳丘、「方墳の可能性が高い」などと推定されてはいるものの削平されていて不明な部分が多い。3号墓の南隣にある。
墳裾に弥生時代後期後葉～終末期（3世紀前半）の土壙1基が存在する。

18号墳
古墳時代前期末〜中期初頭ごろ（4世紀末ごろ）の方墳。規模は約9メートル、高さ約1メートルと考えられる。

19号墳
方墳。時期は不明ながら、18号墳より新しいと考えられる。規模は約13メートル四方、高さ約2メートル。

20号墳
盛土が確認されているが、確実に墳墓と関係する遺構は検出されていない。

21号墳
古墳時代前期末（4世紀末ごろ）の方墳。規模は南北10メートル×東西8メートル、高さ1.5メートルで小形である。盛土で整形する。

22号墳
方形墓。規模は現状で13メートル×10メートル、高さ約1.5メートル。
発掘調査はおこなわれていない。

23号墳
円形もしくは方形墓。かなり原形を損なっているが、現状の規模は9メートル程度、高さ0.75メートル。
発掘調査はおこなわれていない。

24号墳
方形墓。規模は現状で一辺12.5メートル、高さ（南西側）1.5メートル。
発掘調査はおこなわれていない。

25号墳
古墳時代前期末（4世紀末）以降のものと思われる円墳。規模は径約24メートル、高さ0.5-2.5メートル。
25号墳の北に番外4号墓と呼ばれる時期不明の土壙墓が存在したが、すでに消滅している。

26号墳
時期不明の方墳。規模は南北13メートル×東西約17メートル、高さ1-2.5メートル。

27号墳
古墳時代前期（4世紀）のものと考えられる方墳。規模は南北7メートル×東西5メートル、高さ1メートル。盛土で整形する。

## 施設

### 史跡公園「出雲弥生の森」
西谷墳墓群の一部を整備・公開している史跡公園。2004年に暫定オープンして以降、2010年までに墳墓整備が完了し全面公開された。
各墳墓の整備状況については#各墳墓の概要を参照。

### 出雲弥生の森博物館
史跡公園内に設置されたガイダンス施設。2010年に開館した。
西谷墳墓群をガイダンスするための遺跡博物館機能と、市内発掘調査の拠点であり調査研究と補語活用の一体化を推進するための「埋蔵文化財センター」機能を兼ねている。
1階に埋蔵文化財センターの機能と体験コーナーなどを、2階に展示室などを設ける。常設展示では、西谷墳墓群の出土品のほか、西谷3号墓の巨大ジオラマや出雲市内の遺跡で出土した資料などが展示されている。開館時間は9時から17時。入場料は無料。毎週火曜日および年末年始は休館。